# نياكو
نیاکو (کیسم) (بالفارسية: نیاکو) هي قرية تقع في إيران في غيلان. يقدر عدد سكانها بـ 870 نسمة بحسب إحصاء 2016.